# エリア・カナカイヴァタ
エリア・カナカイヴァタ （Elia Canakaivata、1996年7月12日 - ）は、スーパーラグビー・パシフィックフィジアン・ドゥルアに所属するラグビー選手。

## プロフィール
- フィジーナヴニソール出身[1]。
- ポジションはフランカー(FL)。
- 身長 185cm、体重 104kg

## 略歴
2022年、ラグビーワールドカップセブンズ2022の7人制フィジー代表に選ばれて優勝に貢献。同年、フィジアン・ドゥルアに加入。